# 朗格錶
50°51′05″N 13°46′52″E / 50.851498°N 13.781242°E
朗格，是德國名贵钟表品牌、朗格公司（Lange Uhren GmbH）的注册商标，1845年由费迪南德·阿道夫·朗格（Ferdinand Adolph Lange）在德国的格拉斯许特（Glashütte）创立。 第二次世界大战之后，朗格被前苏联和东德国有化，朗格品牌消失。 1990年，费迪南德·阿道夫·朗格的曾孙沃尔特·朗格（Walter Lange）重新注册朗格商标，朗格品牌才得以重建。
朗格是世界上最著名的名贵钟表品牌之一，而朗格公司于2000年起成为瑞士历峰集团（Richemont Group）的子公司。 朗格表在外形和设计上独具德国格拉斯许特的风格，贴近经典英伦风格，而与瑞士表的风格迥然不同。 朗格的旗舰表款包括朗格1号（Lange 1）以及朗格1815。

## 历史

### 早期历史

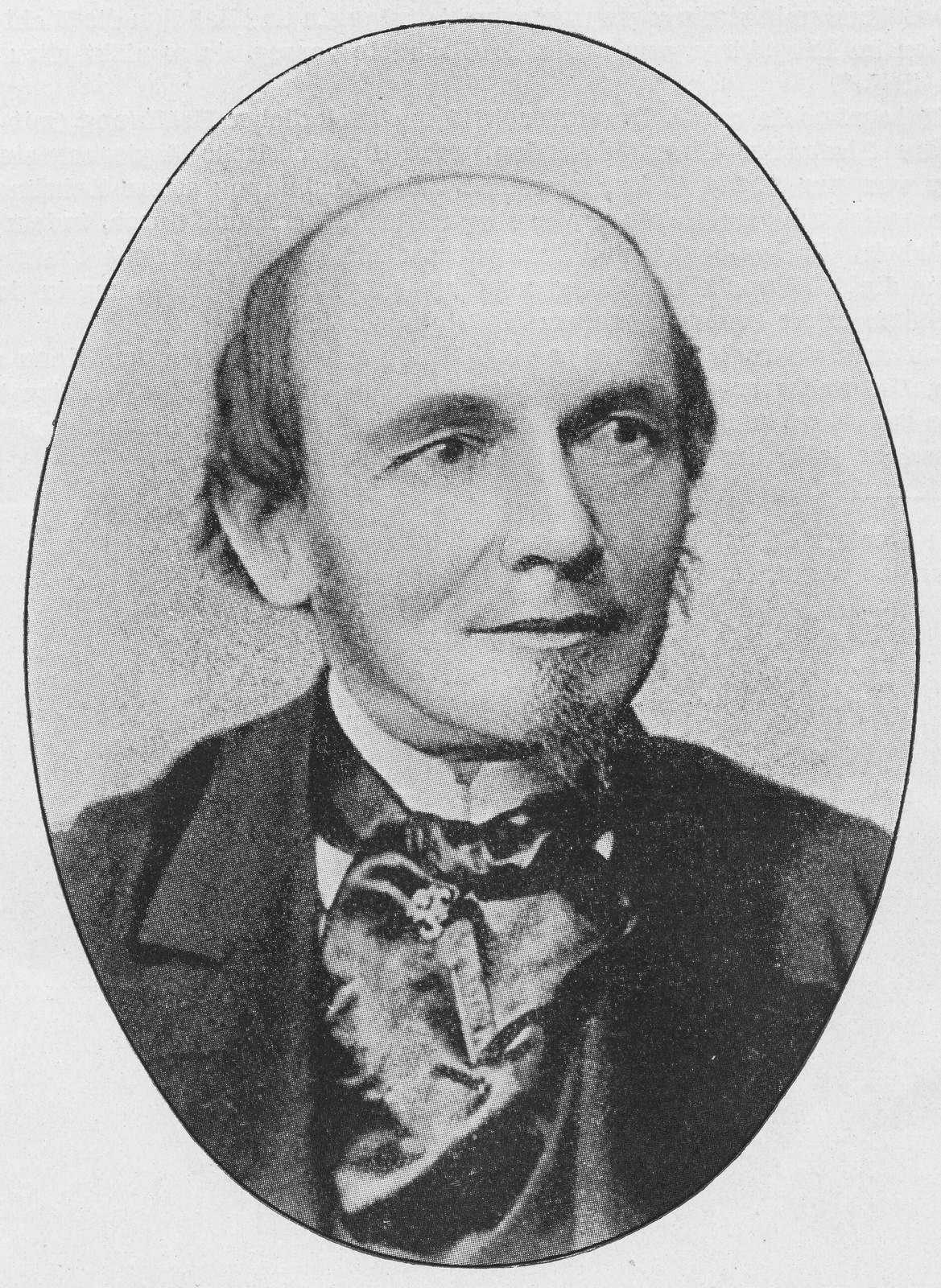
费迪南德·阿道夫·朗格（Ferdinand Adolph Lange）

费迪南德·阿道夫·朗格（Ferdinand Adolph Lange）于1845年在德国萨克森自由州（Saxony）的格拉斯许特（Glashütte）建立。 1868年，费迪南德之子理查德·朗格（Richard Lange）加入公司，公司更名为朗格 & 儿子（A. Lange & Söhne），通称朗格。在朗格和其子理查德和Emil 的努力下，朗格公司生产出了高质量的怀表，最高质量的表会被标上“1A”的标记。
朗格家族的后代继承经营公司，在第二次世界大战中，朗格与其它德国制表厂一样为德军制造大尺寸军用腕表。
二战后，德国战败，1948年苏联将朗格公司财产国有化，朗格品牌消失。 费迪南德·阿道夫·朗格的曾孙、时任公司总裁的沃尔特·朗格（Walter Lange）被迫逃离德国。

### 近期发展
东德、西德统一后，1990年12月，沃尔特·朗格在制表业高管Günter Blümlein 以及瑞士表业同行（包括积家和万国等品牌）的帮助下，成立了朗格公司（Lange Uhren GmbH）并重新注册了朗格品牌，总部依然选址于德国格拉斯许特，并于1994年推出了重建后的第一款腕表。
2000年，朗格被瑞士历峰集团（Richemont Group）收购，现今朗格公司年产量约5千枚。
2017年，沃尔特·朗格去世，享年92岁。

## 钟表制造

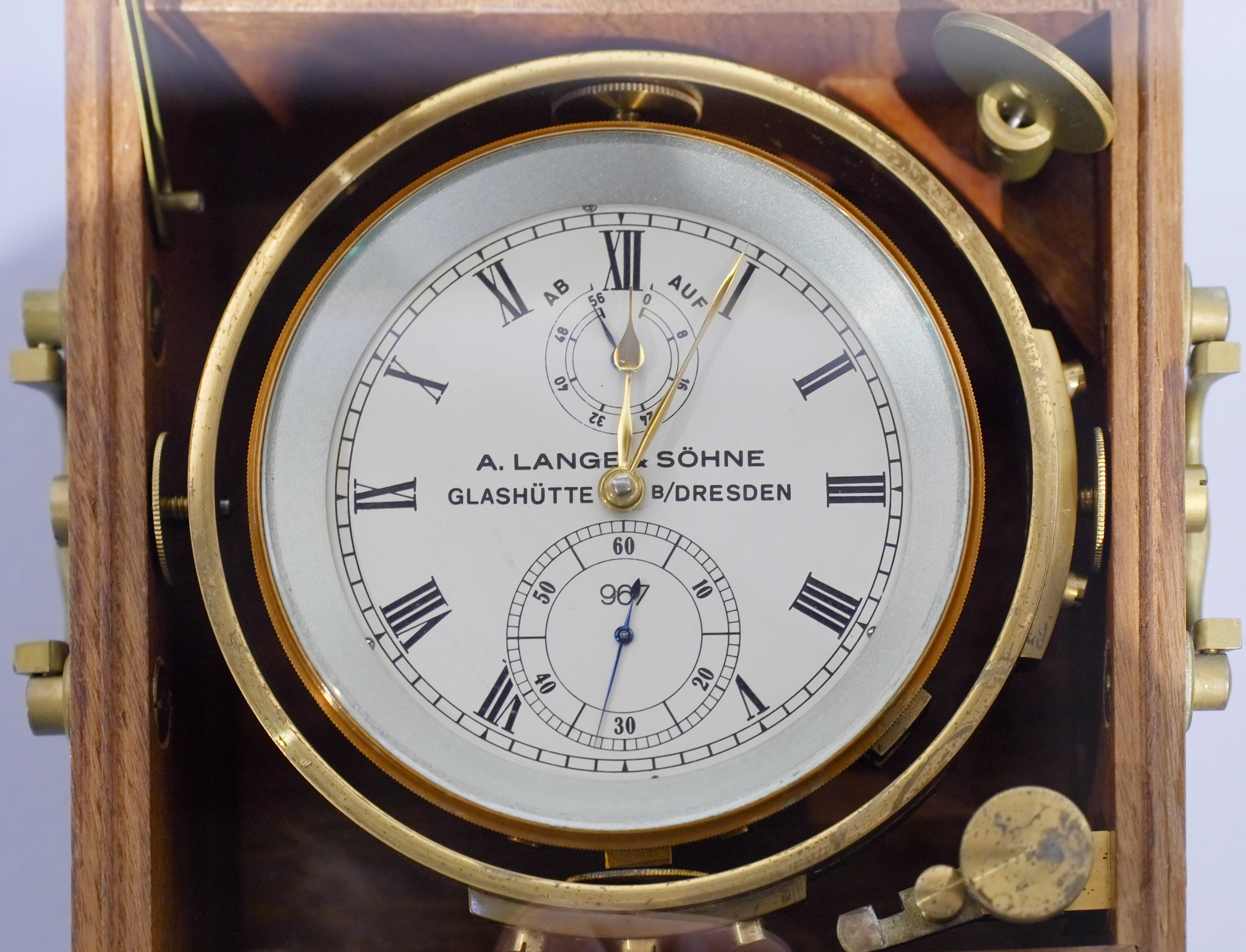
一款朗格海上航行计时器

所有的朗格手表均为机械表，没有石英表。朗格的手表均为自己研发、生产并组装。 除了少数例外，朗格手表的表壳均为黄金、玫瑰金、白金或铂金制造。
朗格表的设计和外观都具有独特的格拉斯许特风格，与瑞士表的风格迥然不同。譬如，朗格表的机芯均采用镍银（German Silver）为制作材料，而不是瑞士表所使用的镀黄铜。
朗格的机械表包括手动上链和自动上链，同时拥有复杂表款，包括万年历、计时功能等。2018年1月，朗格推出了三秒追针计时器（Triple Split chronograph），是对传统的双秒追针计时器（double/split-second chronogrpah）的推进。 新的计时器能够比较两个同时发生的事件的持续时间，最长时长可达12小时、精度达六分之一秒。

## 著名表款

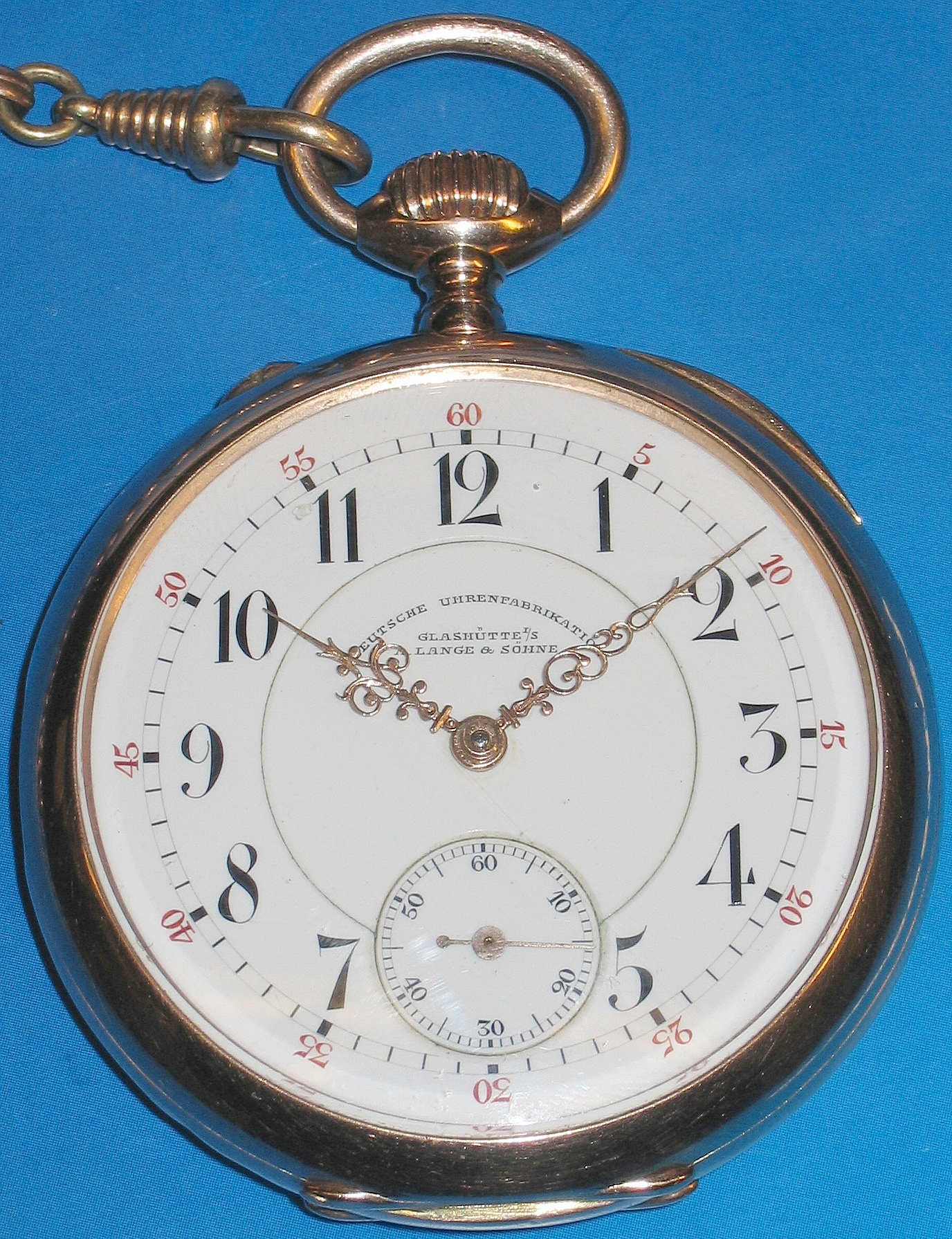
朗格怀表

### 拍卖纪录
- 2007年11月12日，一枚18K玫瑰金的朗格怀表（1904年制造）在佳士得拍卖行以约95万美金（1,057,000瑞士法郎）的成交价售出。该怀表配有三问报时、万年历、计时功能，等等。[28]
- 2018年5月12日，一枚不锈钢的朗格1815 “致敬沃尔特·朗格（Homage to Walter Lange）”腕表在富藝斯拍卖行（Phillips）售出，售价高达约85.25万美金，成为朗格表的最高拍卖纪录之一。[29][30]

### 朗格1815
一般而言，朗格1815表款是为了纪念品牌创始人费迪南德·阿道夫·朗格。费迪南德·阿道夫·朗格于1815年出生，1845年创立了朗格品牌。 朗格1815 系列也包含一些复杂表款，比如计时功能、年历、陀飞轮、万年历等。

### 朗格1号
朗格1号（Lange 1）是1990年朗格品牌重建后推出的第一系列表款之一。 朗格1号的风格独特，其表盘设计成离散、不对称状，并且具备大比例的日期显示。
2012年，在瑞士日内瓦的国际高级钟表沙龙 （Salon International de la Haute Horlogerie）上，朗格推出了全新的朗格1号，包括带有陀飞轮、万年历的腕表以及重塑的大朗格1号（Grand Lange 1），还包括朗格1号白金款的时区表。

## 著名客户及佩戴者

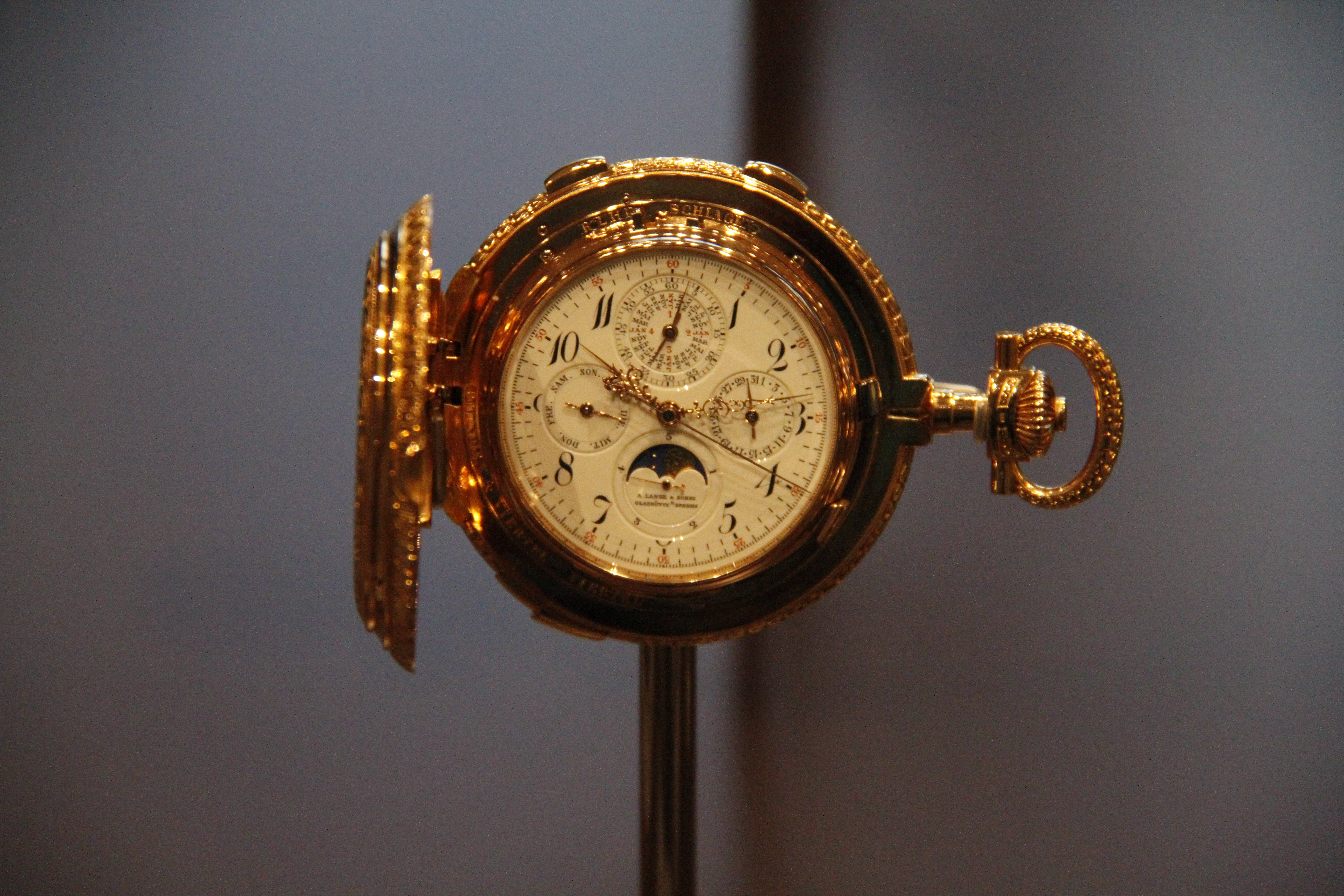
朗格怀表No. 42500 (1902年制造）。该怀表拥有833个零部件，很可能是朗格公司历史上制造的最复杂时计。

### 明星
- 布拉德·皮特, 好莱坞影星[39]
- 艾德·希兰, 英国歌手[40]

### 政治家
- 比尔·克林顿, 第42任美国总统[41]
- 普京, 俄罗斯总统[42][43]

### 皇室成员
- 亚历山大二世，俄国沙皇[44]
- 阿卜杜勒-哈米德二世, 第34人奥斯曼帝国的苏丹（皇帝）。[45] 该怀表由德国皇帝威廉二世订制，作为其访问奥斯曼帝国时赠予阿卜杜勒-哈米德二世的礼物。

### 运动员
- 迈克尔·乔丹，美国NBA球星[46]

## 外部連結
- Company website （页面存档备份，存于）
- History of A. Lange & Söhne
- History of the Lange 1 watch （页面存档备份，存于）
- A. Lange & Söhne news and reviews （页面存档备份，存于）
- Langepedia （页面存档备份，存于）